# Giro de Lombardía 1951
El Giro de Lombardía 1951 fue la 45ª edición de la Giro de Lombardía. Esta carrera ciclista organizada por La Gazzetta dello Sport se disputó el 21 de octubre de 1951 con salida y llegada a Milán después de un recorrido de 226 km.
El francés Louison Bobet (Stella-Dunlop) se impuso al esprint en la línea de meta. Lo acompañaron en el podio los italianos Giuseppe Minardi y Fausto Coppi. Bobet es el primer corredor no italiano en ganar la carrera desde que lo hizo su compatriota Henri Pélissier en el 1920.

## Clasificación general
| Posición | Ciclista         | Equipo              | Tiempo   |
| -------- | ---------------- | ------------------- | -------- |
| 1        | Louison Bobet    | Stella-Huret-Dunlop | 5h51'03" |
| 2        | Giuseppe Minardi | Legnano             | s.t.     |
| 3        | Fausto Coppi     | Bianchi-Pirelli     | s.t.     |
| 4        | Renzo Soldani    | Legnano             | s.t.     |
| 5        | Pasquale Fornara | Legnano             | s.t.     |
| 6        | Angelo Conterno  | Taurea              | s.t.     |
| 7        | Giancarlo Astrua | Atala               | s.t.     |
| 8        | Primo Volpi      | Bartali             | s.t.     |
| 9        | Giorgio Albani   | Legnano             | a 2'26"  |
| 10       | Arrigo Padovan   | Lygie               | s.t.     |